# 村崎なぎこ
村崎 なぎこ (むらさき なぎこ、1971年 - ) は日本の小説家。栃木県生まれ。トマト農家の夫の手伝い、食べ歩きブロガーでもあり、2004年10月から続けている「47都道府県1000円グルメの旅」は「ライブドアブログ OF THE YEAR 2021 丑年賞」を受賞した。
2018年「魔女とシロクマ」が小説すばる新人賞の三次選考通過、2020年「山とかき氷」が日本おいしい小説大賞最終選考に残り、2021年「百年厨房」で日本おいしい小説大賞を受賞し、デビューした。

## 作品リスト

### 著書

#### 小説
- 『百年厨房』 小学館 2022/4/20刊 ISBN 978-4093866422 小学館文庫 2024/11/6刊　ISBN 978-4094074062
- 『ナカスイ！海なし県の水産高校』祥伝社 2023/3/9刊 ISBN 978-4396636395（栃木県立馬頭高等学校がモデル[1]）
- 『ナカスイ！海なし県の海洋実習』祥伝社 2023/12 ISBN 978-4396636579
- 『ナカスイ！海なし県の水産列車』祥伝社 2024/11 ISBN 978-4396636715
- 『オリオンは静かに詠う』小学館 2025/1/29刊 ISBN 978-4093867429[6]

### 雑誌掲載作品

#### エッセイ
・「ごほうびごはん＊トスカーナ風ビーフステーキビステッカ」　（コラム） - 『紙魚の手帖』vol.22（2025年４月、東京創元社）

### WEB掲載作品
エッセイ
・「お茶でもしながら　小説家・村崎なぎこの日常」 - 『下野新聞デジタル』2025年4月2日配信（下野新聞社）より連載中

## メディア化作品

### ラジオドラマ
- ナカスイ！海なし県の水産高校（2025年7月21日 -8月1日、NHK-FM放送「青春アドベンチャー」、全10回、出演：福本莉子他）